# Edwin Ifeanyi
Edwin Ifeanyi (Camerun, 28 d'abril de 1972) és un futbolista camerunès que el 1994 disputà dos 2 partits amb la selecció del Camerun.